# Xã Lausanne, Quận Carbon, Pennsylvania
Xã Lausanne (tiếng Anh: Lausanne Township) là một xã thuộc quận Carbon, tiểu bang Pennsylvania, Hoa Kỳ. Năm 2010, dân số của xã này là 237 người.